# Liceo Celedón

24 de noviembre de 1955, Liceo Celedón.

El Liceo Celedón  es una institución educativa distrital ubicada en Santa Marta, Colombia, para los niveles de básica primaria y bachillerato (secundaria).
El edificio sede del Liceo Celedón con su correspondiente casa del rector, fue declarado un Monumento nacional de Colombia, según el Decreto No 2529 del 17 de diciembre de 1993.

## Ubicación
La sede de la Institución Educativa Distrital está ubicada en la Avenida El Libertador # 12 - 08, Santa Marta, Magdalena, Colombia.
Planos y vistas satelitales: 11°14′36.1″N 74°12′11.5″O / 11.243361, -74.203194.

## Historia
Fundación de la institución el 24 de noviembre de 1905.
Apertura del Liceo el 5 de marzo de 1906.
El nombre Liceo Celedón fue instituido en recuerdo del obispo Rafael Celedón.
En el año 1923 entrada en funcionamiento la sede del centro educativo que fue declarada Monumento nacional de Colombia en el año de 1993.